# Prochoreutis ultimana
Prochoreutis ultimana là một loài bướm đêm thuộc họ Choreutidae. Loài này có ở Thụy Điển, Phần Lan, các nước Baltic và miền bắc Nga tới Nhật Bản.
Sải cánh khoảng 10–11 mm.